# Čepel (Krkonoše)
Čepel (polsky Góra Czepiel, německy Tüpelstein) je horská rozsocha v České republice ležící v Krkonoších.

## Poloha
Čepel je horská rozsocha tvořící asi 2 kilometry dlouhý hřeben vybíhající severním směrem z hory Mravenečník. Nachází se asi 4 kilometry severozápadně od Žacléře. Jeho severní konec se leží v místě sedla mezi Horními Albeřicemi a polským Niedamirówem. Přibližná nadmořská výška sedla je 860 metrů. Severně od sedla na Čepel navazuje masív polského vrcholu Kopina. Nadmořská výška rozsochy od sedla k Mravenečníku, tedy od severu k jihu, neustále stoupá. Kóta 911 m n. m., která je pod názvem Čepel v mapách uváděna, není samostatným vrcholem ani nejvyšším bodem, ale pouhým spočinkem. Po hřebenu vede státní hranice mezi Českou republikou a Polskem. Západní i východní svah Čepele jsou poměrně prudké a se značným převýšením. Západní tj. český svah leží na území Krkonošského národního parku.

## Vodstvo
Hřeben Čepele tvoří hlavní evropské rozvodí Severního a Baltského moře. Západní svah je odvodňována levými přítoky Albeřického potoka, jehož vody jsou odváděny do řeky Úpy. Východní svah je odvodňován levými přítoky Bóbru.

## Vegetace
Na hřebenu i na svazích Čepele se střídají lesy a louky. Vrcholové partie přiléhajícího Mravenečníku jsou zalesněné, naopak sedlo na severním konci zalesnéné není.

## Komunikace a turistické trasy
Ve vrcholových partiích Čepele se nevyskytují zpevněné komunikace, pouze nezpevněné lesní cesty. Přímo po hřebenové cestě, která kopíruje státní hranici, je vedena červeně značená Cesta bratří Čapků z Pomezních Bud do Trutnova a souběžně s ní polská zelená značka ze stejného místa do Královeckého sedla. Přes stejný výchozí bod jsou souběžné až na hřebenu Čepele.